# 卡梅倫的費爾法克斯勳爵

卡梅倫的費爾法克斯勳爵紋章

卡梅倫的費爾法克斯勳爵（英語：Lord Fairfax of Cameron），是一個蘇格蘭貴族爵位。爵位於1627年冊封。雖然本身是蘇格蘭貴族爵位，但卡梅倫的費爾法克斯勳爵的持有人是來自一個古代英格蘭約克郡家族。在1515年至1700年間，該家族一直在丹頓廳居住。

## 卡梅倫的費爾法克斯勳爵（1627年）
- 第一代卡梅伦的费尔法克斯勋爵托马斯·费尔法克斯（1560年－1640年）
- 第二代卡梅倫的費爾法克斯勳爵費迪南多·費爾法克斯（英语：Ferdinando Fairfax, 2nd Lord Fairfax of Cameron）（1584年－1648年）
- 第三代卡梅倫的費爾法克斯勳爵托馬斯·費爾法克斯（1612年－1671年）
- 第四代卡梅倫的費爾法克斯勳爵亨利·費爾法克斯（英语：Henry Fairfax, 4th Lord Fairfax of Cameron）（1631年－1688年）
- 第五代卡梅倫的費爾法克斯勳爵托馬斯·費爾法克斯（1657年－1710年）
- 第六代卡梅倫的費爾法克斯勳爵托馬斯·費爾法克斯（英语：Thomas Fairfax, 6th Lord Fairfax of Cameron）（1692年－1781年）
- 第七代卡梅倫的費爾法克斯勳爵羅伯特·費爾法克斯（英语：Robert Fairfax, 7th Lord Fairfax of Cameron）（1707年－1793年）
- 第八代卡梅倫的費爾法克斯勳爵布萊恩·費爾法克斯（英语：Bryan Fairfax, 8th Lord Fairfax of Cameron）（1736年－1802年）
- 第九代卡梅倫的費爾法克斯勳爵托馬斯·費爾法克斯（英语：Thomas Fairfax, 9th Lord Fairfax of Cameron）（1762年－1846年）
- 第十代卡梅倫的費爾法克斯勳爵查理斯·費爾法克斯（英语：Charles S. Fairfax）（1829年－1869年）
- 第十一代卡梅倫的費爾法克斯勳爵約翰·費爾法克斯（英语：John Fairfax, 11th Lord Fairfax of Cameron）（1830年－1900年）
- 第十二代卡梅倫的費爾法克斯勳爵阿爾伯特·費爾法克斯（英语：Albert Fairfax, 12th Lord Fairfax of Cameron）（1870年－1939年）
- 第十三代卡梅倫的費爾法克斯勳爵托馬斯·費爾法克斯（英语：Thomas Fairfax, 13th Lord Fairfax of Cameron）（1923年－1964年）
- 第十四代卡梅倫的費爾法克斯勳爵尼古拉斯·費爾法克斯（英语：Nicholas Fairfax, 14th Lord Fairfax of Cameron）（生於1956年）

爵位繼承人為第十四代勳爵之子，愛德華·尼古拉斯·托馬斯·費爾法克斯（英語：Edward Nicholas Thomas Fairfax）（生於1984年）。